# بين وودبورن
بينيامين لوك وودبورن (بالإنجليزية: Ben Woodburn)‏ (15 أكتوبر 1999 في نوتنغهام في إنجلترا – )؛ هو لاعب كرة قدم إنجليزي ذو أصول ويلزية يلعب كمهاجم مع نادي بريستون نورث إيند وأختار تمثيل منتخب ويلز لكرة القدم منذ عام 2017.

## مسيرته الكروية
لعب بين وودبورن خلال مسيرته الاحترافية مع 3 أندية في أربعة مواسم وسجل خلالها هدفًا واحدًا ضمن 24 مباراة. ولم يفز بأي موسم بالكأس أو بالدوري.
خاض بين وودبورن مسيرته مع نادي ليفربول في موسم 2016–17 ولمدة موسمين، مشاركًا في 6 مباريات ولم يسجل أي هدف. ثم انتقل إلى نادي شيفيلد يونايتد في موسم 2018–19 لمدة موسم واحد، حيث شارك في 7 مباريات ولم يسجل أي هدف أيضًا. لينتقل بعدها إلى نادي أكسفورد يونايتد في موسم 2019–20 لمدة موسم واحد، مشاركًا في 11 مباراة سجل خلالها هدفًا واحدًا.

## وصلات خارجية
- بين وودبورن على موقع الاتحاد الأوربي (الإنجليزية)
- بين وودبورن على موقع قاعدة بيانات كرة القدم.إي يو (الإنجليزية)
- بين وودبورن على موقع ناشيونال فوتبول تيمز (الإنجليزية)
- بين وودبورن على موقع Soccerbase.com (لاعب) (الإنجليزية)
- بين وودبورن على موقع Soccerway.com (الإنجليزية)
- بين وودبورن على موقع عالم كرة القدم.نت (الإنجليزية)
- بين وودبورن على موقع AS.com (الإسبانية)

قالب:تشكيلة بريستون نورث ايند